# Küss die Hand, Krüger
Küss die Hand, Krüger ist ein deutscher Fernsehfilm des Regisseurs Marc-Andreas Bochert, der 2018 im Auftrag der ARD produziert wurde. Bei der Komödie handelt sich um die dritte Geschichte des Rentners Paul Krüger, der dieses Mal nach Österreich reist, um seine Stammwirtin Karin zurückzuholen.

## Handlung
Paul Krüger trifft sich wie so oft abends mit seinen Freunden Bernd und Ecki in seiner Stammkneipe „Flachbau“. Mit Entsetzen vernehmen sie die Nachricht von Wirtin Karin, dass sie sich verliebt hätte, die Kneipe verkaufen und zu ihrer großen Liebe nach Österreich ziehen will. Insbesondere Bernd ist enttäuscht, denn er ist seit Jahren in Karin heimlich verliebt. Seine Freunde machen ihm Mut, ihr hinterher zu reisen und sie zurückzuholen. Bernd schläft eine Nacht darüber und ist fest entschlossen, den Plan umzusetzen. Allerdings soll Paul ihn begleiten.
Nach stundenlanger Fahrt kommen die beiden am Wolfgangsee an und wollen sich in demselben Hotel einmieten wie Karin. Doch die ist inzwischen schon wieder abgereist. Zudem ist das Hotel ausgebucht, und da kein anderes Quartier zu finden ist, übernachten Paul und Bernd notgedrungen im Auto.
Am nächsten Tag versuchen sie Karin zu erreichen, doch es meldet sich nur die Mailbox. Vom Hoteldiener können sie aber in Erfahrung bringen, dass ihre Freundin mit einem Herrn Falkenheyn-Waldstätten nach Salzburg gereist ist. Die beiden reisen ihr nach. Karin ist es sichtlich unangenehm, als Paul und Bernd so unangemeldet vor ihr stehen. Sie gibt ihnen zu verstehen, dass sie wieder verschwinden und sie in Ruhe lassen sollen. Bernd ist drauf und dran tatsächlich wieder abzureisen, doch Paul meint: Aufgeben gilt nicht. Schließlich ginge es auch um „ihren Flachbau“. So mieten sie sich in einer kleinen Pension ein und wollen erst mal „einen trinken gehen“. Aber die deutsche Kneipenkultur unterscheidet sich merklich von der der Österreicher und Paul hat so seine Probleme mit dem Wirt. Auch Karin kommt mit ihrer direkten Berliner Art nicht allzu gut bei den feineren Herrschaften, mit denen ihr Hansi Umgang pflegt, an. Aber Hansi ist fest entschlossen, seine Angebetete so schnell wie möglich zu heiraten, und zwar übermorgen.
Karin geht das zwar ein bisschen zu schnell, aber so verliebt, wie sie ist, denkt sie nicht weiter darüber nach. Paul hingegen schon, denn er wittert, dass da irgendwas nicht stimmen könnte und ruft seine Tochter an, damit sie den Marktwert des „Flachbaus“ recherchiert. Susanne wird schnell fündig und da das Grundstück in dieser Lage Berlins mindestens 500.000 Euro wert sein dürfte, ist sich Paul sicher, dass der noble Herr Falkenheyn-Waldstätten nur hinter Karins Geld her ist. Um das zu beweisen, müssen sie erst einmal Karin davon überzeugen, dass ihr Hansi ein Hochstapler ist und ihr nur vorspielt, Hotelbesitzer zu sein. Dabei kommt ihnen Poldi, der Wirt des Cafés, zu Hilfe, denn er wird hellhörig, als die beiden den Namen Falkenheyn-Waldstätten erwähnen – besagter Herr hätte ihm vor Jahren beinahe seine Freundin ausgespannt. Als Paul und Poldi noch einige Nachforschungen anstellen, erfahren sie, dass Waldstättens frühere Frau Rosie durch den Hochstapler sowohl all ihr Geld als auch ihre Stellung verloren hat.
Paul befürchtet nun, dass Karin das gleiche Schicksal droht. Er will sie unbedingt warnen, da er sich nun sicher ist, dass Waldstätten ein Heiratsschwindler ist, wie er im Buche steht. Doch Karin will nichts davon hören und meint nur, dass Paul und Bernd ihr das Glück nicht gönnen würden. Die beiden starten nun einen letzten Versuch und bringen Karin dazu, sich trotz ihrer Höhenangst mit ihnen das Seilbahnhotel anzusehen, von dem Waldstätten immer als sein eigenes berichtet. Sie greifen zu einem Trick und schicken Poldi als Chauffeur, den Waldstätten ihr geschickt habe, zu Karins Hotel um sie abzuholen. Im Auto warten bereits Paul und Bernd. Sie zwingen sie, mit ihnen in das Berghotel zu fahren, damit sie dort den wahren Besitzer des Hotels kennen lernt. Nun glaubt sie ihren Freunden endlich. Tief gekränkt, sich derart in einem Menschen getäuscht zu haben, weiß sie noch nicht, wie sie über diese Enttäuschung hinwegkommen soll. Paul tröstet sie und erklärt ihr, sie habe doch Freunde.
Am Ende nimmt auch Paul für sich eine Erfahrung mit: Man muss das Leben leben, solange es stattfindet. Er macht seinen Traum wahr und fährt nach Wien, um dort mit dem Riesenrad zu fahren, was er immer so gerne mit seiner Frau habe tun wollen, wozu es aber vor lauter Arbeit nie gekommen sei. Und später war Hilde nicht mehr da.
Wieder zurück in Berlin finanziert er seiner Enkelin eine verspätete Hochzeitsreise – unter der Bedingung, dass sie sie sofort antritt und nicht weiter vor sich herschiebt.

## Rezeption

### Einschaltquote
Der Film wurde bei der Erstausstrahlung von 3,98 Millionen Zuschauern gesehen, was einem Marktanteil von 12,4 Prozent entspricht.

### Kritiken
Tilmann P. Gangloff von tittelbach.tv urteilte: „Küss die Hand, Krüger“ ist „kein Roadmovie, sondern fast ein Krimi. Das Tempo ist überschaubar, aber der Humor ist ausgesprochen sympathisch; und die Haupt-Darsteller Horst Krause, Fritz Roth & Johannes Silberschneider sind ohnehin sehenswert.“ „Die verschiedenen Ressentiments kommen eher nebenbei zur Sprache, sind aber liebevoll in die Handlung eingearbeitet, so dass nie der Eindruck entsteht, Bochert erwähne sie bloß, weil sie zur Marke der ‚Krüger‘-Reihe gehören; […] selbst wenn Krügers Koffer neben zwei identisch karierten Hemden wieder eine Packung Bockwürste enthält.“
TV today meinte dagegen: „Schnurre im Geist der 1950er, deren Reiz allein im Aufeinanderprallen zweier Temperamente liegt: schroffe Berliner Direktheit contra österreichisches Charmieren.“ Es wäre ein „Oldie-TV, das nur von seinen Darstellern lebt.“